# Johannes von Kitscher
Johannes von Kitscher, auch Johann von Kitzscher († wohl 1521) war ein deutscher Jurist und Humanist.

## Leben
Er studierte 1478/1479 an der Universität Leipzig, 1490 in Rom und zuletzt an der Universität Bologna, wo er 1498 zum Dr. jur. promoviert wurde. In Italien lernte Herzog Bogislaw X. von Pommern, der sich auf einer Fahrt ins Heiliges Land befand, ihn kennen und nahm ihn, ebenso wie gleichzeitig den Petrus von Ravenna, als einen Juristen in seine Dienste, der in dem bedeutender werdenden Römischen Recht (siehe: Rezeption des römischen Rechts) gebildet war. In Pommern wirkte Johannes von Kitscher als herzoglicher Ratgeber. Er hielt sich einige Jahre in Stettin auf. Die gegen die Städte, insbesondere gegen die Stadt Stralsund gerichtete Politik der gelehrten Juristen hatte jedoch keinen Erfolg, so dass sich der Herzog von ihnen abwandte und Johannes von Kitscher schließlich Pommern verließ.
Johannes von Kitscher wirkte dann zunächst ab 1504 in Wittenberg als Kanzler Kurfürsts Friedrichs III. von Sachsen. Von 1508 bis 1512 wirkte er als Generalprokurator des Deutschen Ordens in Rom. Er starb wohl 1521 als Propst von Altenburg.

## Schriften
- Tragicomoedia de Hierosolymitana profectione illustrissimi ducis Pomerani. Stettin 1594. (Digitalisat in der Digitalen Bibliothek Mecklenburg-Vorpommern)
- Dialogus de Sacri Romani Imperii rebus. online
- Virtutis et Fortunae dissidentium certamen.
- Oratio ad serenissumum Polonorum Regem.

## Verweise